# Luther C. Carter
Luther Cullen Carter (* 25. Februar 1805 in Bethel, Maine; † 3. Januar 1875 in New York City) war ein US-amerikanischer Politiker. Zwischen 1859 und 1861 vertrat er den Bundesstaat New York im US-Repräsentantenhaus.

## Werdegang
Luther Cullen Carter wurde sieben Jahre vor dem Ausbruch des Britisch-Amerikanischen Krieges in Bethel geboren. Seine Familie zog dann nach New York City, wo er später kaufmännischen Geschäften nachging. Er saß 1853 im Bildungsausschuss (Board of Education) von New York City. Als er sich dann aus dem Geschäftsleben zurückzog, ließ er sich in Long Island City nieder, wo er einer Beschäftigung in der Landwirtschaft nachging. Politisch gehörte er der Republikanischen Partei an. Bei den Kongresswahlen des Jahres 1858 wurde Carter im ersten Wahlbezirk von New York in das US-Repräsentantenhaus in Washington, D.C. gewählt, wo er am 4. März 1859 die Nachfolge von John A. Searing antrat. Im Jahr 1860 erlitt er bei seiner Wiederwahlkandidatur eine Niederlage und schied nach dem 3. März 1861 aus dem Kongress aus. Während dieser Zeit hatte er den Vorsitz über das Committee on District of Columbia. Ungefähr ein Monat nach dem Ende seiner Amtszeit brach der Bürgerkrieg aus. Er starb am 3. Januar 1875 in New York City und wurde auf dem Greenwood Cemetery in Brooklyn beigesetzt.